# ألديهولا دي بريانز
ألديهولا دي بريانز هي بلدية تقع في مقاطعة سوريا، في منطقة قشتالة وليون، في إسبانيا. يبلغ عدد سكانها 53 نسمة وذلك حسب إحصاء السكان سنة 2004. يبلغ ارتفاعها عن سطح البحر قرابة 1053 متر. تبلغ مساحتها 27 كم².